# 魚津市立道下小学校
魚津市立道下小学校（うおづしりつ みちしたしょうがっこう）は、富山県魚津市北鬼江にある公立小学校。

## 概要

旧校舎

魚津市の道下地区を通学区域としている。元々は木造校舎だったが、1972年（昭和47年）に校舎が全焼したため、1974年（昭和49年）に鉄筋校舎に建て替えられた。現在の校舎は、2008年（平成20年）5月3日までに建て替えられたもので、鉄筋コンクリート造3階建て、延床面積3,953㎡、IP電話をインターホンとして使用するシステムを導入している。
また、異学年交流により、思いやりの心をはぐくむことを目指す縦割り班活動も行われている。

## 沿革
個別に出典が提示されていない箇所（1967年まで）の出典→
- 1873年4月10日[3] - 仏田村2,608番地の高林妙全方を借り、仏田小学校として創立。当時の通学区域は浜経田、岡経田、持光寺、平伝寺、仏田、西尾崎、仏田又新、青島、北中、北鬼江、釈迦堂新の11ヶ村。
- 1875年5月1日 - 成志小学校と改称。
- 1876年4月 - 仏田村2,789番地に校舎を新築移転。
- 1887年4月1日 - 下村木、本新の両村が通学区に入ったことに伴い、浜経田に成志小学校、仏田に仏田小学校の2校を開き、さらに下村木に両校の分教場を設置。
- 1889年3月 - 成志小学校と下村木にあった分教場を廃止し、仏田簡易小学校と道下簡易小学校と改称し、浜経田、持光寺、平伝寺、下村木の4ヶ村を分離。
- 1890年12月 - 北鬼江村1,766番地にあった民家を借りて授業を開始。
- 1892年
  - 8月 - 現在地に校舎新築。
  - 10月1日 - 啓達小学校と改称される（その後すぐに道下尋常小学校と改称）。
- 1926年
  - 4月 - 高等科を併置。道下尋常高等小学校と改称。
  - 同年中 - 講堂を付属校舎などを新築。
- 1934年3月 - 道下農業補習学校を併置。
- 1935年10月 - 木造校舎の増築工事（工事前の約2倍）完成。
- 1941年4月 - 道下国民学校と改称。
- 1947年 - 道下小学校と改称（同時に1948年10月まで海望中学校（後に現在の魚津市立東部中学校に統合される）道下教場も併設[4]）。
- 1952年4月 - 魚津市の市制施行に伴い、魚津市立道下小学校と改称。
- 1953年 - 木造校舎増改築[5]（北側に4教室、児童入り口などを増築）、および運動場の大拡張工事を実施[6]。
- 1959年
  - 11月 - 公募により採用された校歌を制定（作詞は日本カーバイド工業の大江八郎、作曲は当時の6年2組担任の内山正之）[7]。
  - 同年中 - 第一回文化祭を開催[7]。
- 1962年 - 4月から11月の一時期のみ、一部の教室が開校間もなく校舎が完成していなかった富山県立魚津工業高等学校の仮校舎として利用された。
- 1966年7月 - 道下校下留守家庭児童会の「カナリヤ学級」開設。
- 1967年7月 - 校庭の一隅に水泳プール（長さ25m幅13m水深0.9 - 1.1m6コースおよび長さ10m幅8m水深0.1 - 0.6mの2種類）を設備。同月29日にプール開き[8]。
- 1972年8月29日 - 校舎中央部の大半（約2,480m2）を全焼[4][9]。応急措置として残った教室と講堂を仕切って教室にし、職員室をプレハブで建てた上で、同年9月4日に2学期を開始した[9]。
- 1973年5月 - 災害復旧工事（第1期）完成[4]。
- 1974年1月 - 新校舎第2期工事が完了し、全校が新館に移る[4]。
- 1975年2月 - 新校舎第3期工事完工[4]。
- 1976年8月 - 鉄筋校舎の全工事が完成[4]。
- 1978年
  - 3月 - 体育館完成[4]。
  - 8月 - 運動場を拡張[4]。
- 1979年5月 - バックネット設置[4]。
- 1980年5月 - 校庭前フェンス設置[4]。
- 1981年3月 - 校舎東側に3教室を増築[4]。
- 2001年6月21日 - 2000年の夏から実施していたプールの改築が竣工[10]。
- 2007年3月 - 現校舎着工[1]。
- 2008年
  - 5月3日 - 現校舎竣工。5月7日に入校式[1]。
  - 5月7日 - 魚津市消防本部（現・富山県東部消防組合）が解体前の旧校舎にて本格的な消防特殊訓練を実施する[11]。
  - 9月5日 - 現校舎の竣工式[12]。

## 主な学校行事
1学期
入学式、縦割り遠足
2学期
クラス遠足、大運動会、地区運動会、しんきろうロードマラソン大会、道小フェスティバル
3学期
スキー会、卒業生を送る会、卒業式

## その他
木造校舎の時代には、日本カーバイド工業の奥村政雄氏の寄付により『奥村文庫』が設置されていた。
校門横には、谷欽太郎の銅像が設置されている。

## 周辺
- 富山県道2号魚津生地入善線（しんきろうロード）
- 富山県道314号沓掛魚津線
- 富山県道375号富山朝日自転車道線
- あいの風とやま鉄道 魚津駅
- 富山地方鉄道 新魚津駅
- 魚津市立東部中学校
- 富山県立魚津高等学校
- ありそドーム
- 魚津市浄化センター